# Yves Deroff
Yves Deroff (født 29. august 1978 i Maisons-Laffitte, Frankrig) er en fransk tidligere fodboldspiller (højre back).
Deroff tilbragte hele sin karriere i hjemlandet, hvor han var tilknyttet henholdsvis Nantes, Strasbourg, Guingamp og Angers. Han vandt det franske mesterskab og pokalturneringen Coupe de France med Nantes i 2001, mens det blev til en Coupe de France-titel med Guingamp og en triumf i Coupe de la Ligue hos Strasbourg.

## Titler
Ligue 1
- 2001 med FC Nantes

Coupe de France
- 1999 med FC Nantes
- 2009 med Guingamp

Coupe de la Ligue
- 2005 med Strasbourg